# 15-я стрелковая дивизия
15-я стрелковая дивизия — общевойсковое формирование (соединение, стрелковая дивизия) РККА ВС Союза ССР, принимавшая участие в Гражданской и Великой Отечественной войнах.

## Наименование
Наименование действительное:
- полное, по окончании Великой Отечественной войнах — 15-я стрелко́вая Сива́шско-Ште́ттинская о́рдена Ле́нина два́жды Краснознамённая ордено́в Суво́рова и Трудово́го Кра́сного Зна́мени диви́зия;
- сокращённое — 15 сд.

## Гражданская война

Южный фронт 1920 год.

30 июня 1918 года приказом № 7 командующего 1-й армией Восточный фронт РККА из различных отрядов была сформирована пехотная дивизия. Первоначально она именовалась «Инзенская революционная дивизия». Основой её стали красноармейские части и добровольческие отряды, отошедшие под натиском белочехов от Сызрани в район станции Инза Московско — Казанской ж.д. В декабре 1918 года Инзенская революционная дивизия была переименована в 1-ю Инзенскую стрелковую дивизию.
30 апреля 1919 года дивизия была переименована в 15-ю Инзенскую стрелковую дивизию, согласно приказам командующего Южного фронта (приказ № 728) и командующего 8-й армии (№ 276). Воевала в составе Ударной группы Селивачёва.
В 1920 году согласно приказу Реввоенсовета (РВС) Южного фронта дивизия была награждена орденом Красного Знамени.
Приказом по войскам 6-й армии Южного фронта № 76, от 2 декабря 1920 года, на основании распоряжения Главкома от 25 ноября 1920 года № 692/оп 1585/ш формирования 1-й стрелковой дивизии были введены в состав 15-й Инзенской стрелковой дивизии.
5 января 1921 года за участие в форсировании Сиваша в ноябре 1920 года приказом председателя Реввоенсовета Л. Д. Троцкого 15-й Краснознамённой Инзенской стрелковой дивизии было присвоено почётное наименование «Сивашская».

## Боевая учёба в мирное время

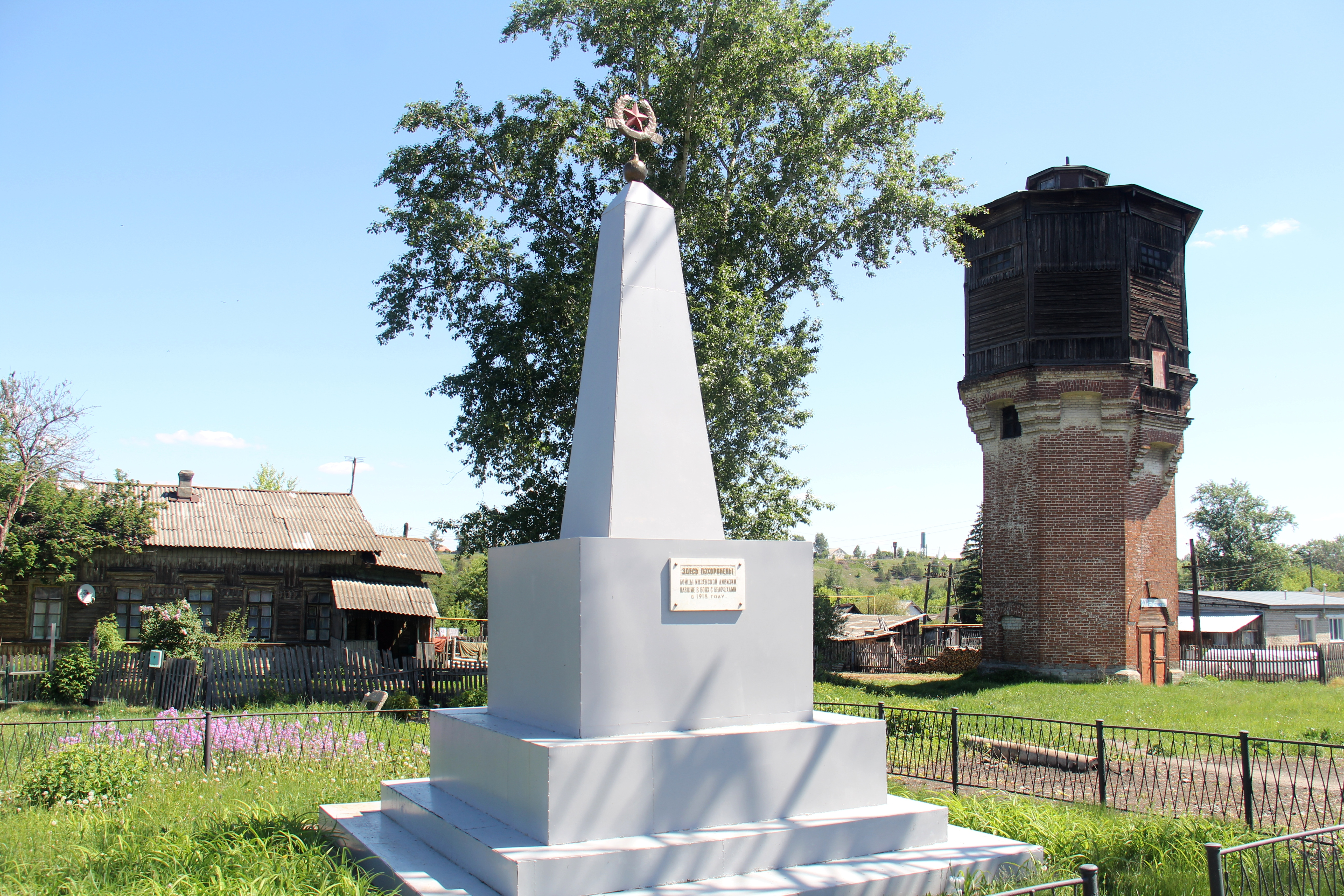
Братская могила бойцов Инзенской дивизии (Базарный Сызган)

В 1921 году формирование было награждено орденом Трудового Красного Знамени.
1922 год. С 21 апреля по 27 мая дивизия входила в состав Юго-Западного военного округа.
1 мая красноармейцы дивизии приняли военную присягу.
23 мая соединение включили в состав 6-го стрелкового корпуса. 27 мая дивизия в составе 6-го ск вошла в состав Украинского военного округа.
В 1924 году, согласно приказу Л. Д. Троцкого, дивизия переводится на единую организационную структуру. Количество стрелковых полков в ней сокращается с девяти до трёх.
В 1926 году дивизия участвовала в манёврах в Украинском военном округе.
29 февраля 1928 года 15-я стрелковая дивизия награждена Почётным Революционным Красным Знаменем.
Приказом Реввоенсовета СССР № 538 от 24 сентября 1929 года было утверждено награждение дивизии орденом Красного Знамени, которое производилось в 1920 году.
По состоянию на 1 января 1930 года дивизия входила в состав 6-го стрелкового корпуса.
10 января 1936 года дивизия была награждена орденом Ленина.
26 июля 1938 года дивизия вошла в состав Одесской армейской группы Киевского особого военного округа.
На 25 августа 1939 года правление дивизии в городе Николаев областном центре Николаевской области. Командование дивизии формировало новую 15-ю сд в г. Николаеве, а также 124-ю стрелковую дивизию в г. Кировограде, 169-ю стрелковую дивизию в г. Одессе.
В сентябре 1939 года 15 стрелковая дивизия переформирована в 15-ю моторизованную дивизию (с сентября 1939 по 6 августа 1941 года).

## Великая Отечественная война
В составе 12-й армии, находясь в окружении в Уманском котле в районе села Подвысокое, 6 августа 1941 года 15-я моторизованная дивизия вновь переформирована в 15-ю стрелковую дивизию. В ходе последующих боев дивизия почти полностью была уничтожена.
15-я стрелковая дивизия собрана вновь в районе Днепропетровска в сентябре — октябре, где с остатками 230-й и 74-й стрелковых дивизий оказывала сопротивление.
1 октября 1941 года 15-я танковая бригада содействовала контратакам 15-й стрелковой дивизии в районе хутора Шевченко, действуя двумя взводами Т-34. В результате боев было подбито 4 средних танка противника разбито 2 бронемашины, убито до 120 солдат и офицеров.
2 октября 1941 года в 16:30 батальон 15-го танкового полка и моторизованный стрелково-пулемётный батальон 15-й танковой бригады атаковал противника в районе Казачий Гай.
В результате боя батальоном 15-го танкового полка уничтожено 22 средних танка противника и до 250 солдат и офицеров.
В качестве трофеев были взяты 2 исправных танка, 2 мотоцикла, 5 автомашин и 7 миномётов, захвачено пленных: 1 офицер и 2 ефрейтора, захвачены документы со штабной машиной 2-го танкого полка 16-й танковой дивизии вермахта.
Трофейное стрелковое вооружение было передано 15-й стрелковой дивизии.
15-я стрелковая дивизия получила приказ отойти на рубеж, удалённый от занимаемого более чем на 200 километров. Отступила с арьергардными боями, теряя в ночных переходах до двух сотен человек за переход. В итоге боёв закрепилась к концу ноября 1941 года на рубеже Троицкое — Новозвановка — Попасная, имея на левом фланге 74-ю, а справа 230-ю стрелковые дивизии. Безуспешно, ввиду недокомплекта и отсутствия тяжёлого вооружения, вела наступательные бои на Выскриву, Ново-Атаманское в течение января — марта 1942 года.
После пополнения и переформирования передана в 37-ю армию и приняла участие в Изюм-Барвенковской операции. В апреле — мае она была отведена в тыл в город Бобров Воронежской области на отдых и переформирование.
В июне 1942 дивизию передали в состав 13-й армии Брянского фронта.
28 июня 1942 года дивизия оборонялась в районе станции Черемисиново. Под ударами немецкой танковой группы Вейхс дивизия отступила к реке Кшень. В дальнейшем дивизия отступила в район посёлка Тербуны Липецкой области. После начала немецкой операции «Фридерикус» была разорвана на две части. Одна отошла к Воронежу и участвовала в боях за этот город. Вторая часть отошла через Касторную, Миллерово на Ростов и частично на Сталинград. Всё оставшееся лето и всю осень 1942 года дивизия держала оборону под Тербунами. Личный состав отступающий на юг был выведен из состава дивизии, большей частью уничтожен, пленён, включён в состав других формирований Кавказского фронта.
В январе 1943 года дивизия перешла в наступление в ходе начавшейся Воронежско-Касторненской операции.
В апреле 1943 года дивизия занимала участок обороны в районе села Ольховатка на северном участке Курской дуги.
4 июля 1943 года разведчиками полка Варюхина была получена информация о начале немецкого наступления утром 5 июля 1943 года.
В дальнейшем дивизия принимала участие в Черниговско-Припятской, Гомельско-Речицкой операциях, Калинковичско-Мозырьской, Белорусской, Млавско-Эльбингской, Восточно-Померанской, Штеттинско-Ростокской наступательных операциях. «За овладение главным городом Померании и крупным морским портом Штеттин» — приказом ВГК № 344 от 26 апреля 1945 года присвоено почётное наименование «Штеттинская».
В мае 1945 года 15-я стрелковая дивизия закончила своё победное шествие на запад в районе города Росток на берегу Балтийского моря.
| Дата            | Фронт (округ)         | Армия      | Корпус                 |
| --------------- | --------------------- | ---------- | ---------------------- |
| 01.09.1941 года | Южный фронт           | 12-я армия |                        |
| 01.03.1942 года | Южный фронт           |            |                        |
| 01.04.1942 года | Южный фронт           | 37-я армия |                        |
| 01.05.1942 года | Южный фронт           |            |                        |
| 01.06.1942 года | Брянский фронт        | 13-я армия |                        |
| 01.02.1943 года | Центральный фронт     | 13-я армия |                        |
| 01.07.1943 года | Центральный фронт     | 13-я армия | 29-й стрелковый корпус |
| 01.08.1943 года | Центральный фронт     | 70-я армия | 29-й стрелковый корпус |
| 01.09.1943 года | Центральный фронт     | 61-я армия | 29-й стрелковый корпус |
| 01.11.1943 года | Белорусский фронт     | 61-я армия | 29-й стрелковый корпус |
| 01.12.1943 года | Белорусский фронт     | 61-я армия | 89-й стрелковый корпус |
| 01.03.1944 года | 2-й Белорусский фронт | 61-я армия | 89-й стрелковый корпус |
| 01.04.1944 года | 2-й Белорусский фронт | 61-я армия |                        |
| 01.05.1944 года | 1-й Белорусский фронт | 61-я армия |                        |
| 01.07.1944 года | 1-й Белорусский фронт | 65-я армия | 18-й стрелковый корпус |
| 01.12.1944 года | 2-1 Белорусский фронт | 65-я армия | 18-й стрелковый корпус |

## В послевоенный период
В декабре 1945 года переформирована в 26-ю механизированную Сивашско-Штеттинскую ордена Ленина дважды Краснознамённую орденов Суворова и Трудового Красного Знамени дивизию и передислоцирована в г. Кировокан (Армянская ССР) в состав Закавказского военного округа (ЗВО).
В 1957 году преобразована в 15-ю мотострелковую Сивашско-Штеттинскую ордена Ленина дважды Краснознамённую орденов Суворова и Трудового Красного Знамени дивизию (15 мсд) в составе 7-й гвардейской армии (7 Гв. А) ЗВО.
В 1992 году 15 мсд в составе 7 Гв. А выведена на территорию России — г. Нижнеудинск Иркутская область, Забайкальского военного округа.
1 сентября 2009 года на её базе сформирована 187-я Сивашско-Штеттинская ордена Ленина дважды Краснознамённая орденов Суворова и Трудового Красного Знамени база хранения вооружения и техники (187 БХИРВТ, в/ч 21431, Центральный военный округ (ЦВО)).

## Награды
| орден / наименование                            | дата                 | за что награждена |
| ----------------------------------------------- | -------------------- | --- |
| Орден Красного Знамени                          | 13 ноября 1920 года  | Орден утверждён — (Приказом РВС СССР № 538 от 24.09.1929 г.)?-награждена ВЦИК за боевые отличия при форсировании Сиваша |
| «Сивашская»                                     | 13 ноября 1920 года  | Приказ РВСР № 73 за боевые отличия при форсировании Сиваша |
| Орден Трудового Красного Знамени Украинской ССР | 5 мая 1921 года      | за активную помощь населению Николаевской губернии в проведении посевной кампании |
| Почётное Революционное Красное Знамя            | 29 февраля 1928 года | награждена постановлением Президиума Центрального Исполнительного Комитета СССР от 29 февраля 1928 года в ознаменование десятилетия РККА и отмечая боевые заслуги на различных фронтах гражданской войны, начиная с 1918—1919 года.                       |
| Орден Ленина                                    | 10 января 1936 года  | награждена Постановлением Президиума ЦИК СССР в ознаменование 15-летия Сивашских боёв и за успехи в боевой и политической подготовке (объявлено приказом НКО СССР № 5 от 10 января 1936 года)                                                             |
| Орден Суворова 2-й степени                      | 10 июля 1944 года    | награждена указом Президиума Верховного Совета СССР от 10 июля 1944 года за успешное выполнение заданий командования в боях с немецкими захватчиками, за овладение городами: Минск, Столбцы, Городея и Несвиж и проявленные при этом доблесть и мужество. |
| Почетное наименование «Штеттинская»             | 4 июня 1945 года     | присвоено приказами Верховного Главнокомандующего № 0108 от 4 июня 1945 года и № 344 от 26 апреля 1945 года в ознаменование одержанной победы и за отличие в боях при взятии города Штеттен                                                               |

Награды частей дивизии:
- 47-й стрелковый Гданьский[15] Краснознаменный[16] полк
- 321-й стрелковый орденов Суворова[17] и Кутузова[18] полк
- 676-й стрелковый Краснознаменный ордена Суворова[18] полк
- 203-й артиллерийский ордена Кутузова[17] полк
- 166-й отдельный истребительно-противотанковый ордена Александра Невского[17] дивизион
- 75-й отдельный сапёрный ордена Красной Звезды[17] батальон
- 527-й отдельный ордена Красной Звезды[17] батальон связи

## Состав
- управление
- 47-й стрелковый полк
- 321-й стрелковый полк
- 676-й стрелковый полк
- 8-й артиллерийский полк (до 25.9.1941)
- 203-й гаубичный артиллерийский полк (до 4.11.1941)
- 203-й артиллерийский ордена Кутузова полк (с 21.4.1942)
- 81-й гаубичный артиллерийский полк (с 16.11.1941 по 15.1.1942)
- 166-й отдельный истребительно-противотанковый дивизион
- 425-я зенитная артиллерийская батарея (114-й отдельный зенитный артиллерийский дивизион) — до 29.4.1943
- 550-й миномётный дивизион (с 19.12.1941 по 20.10.1942)
- 77-я отдельная разведывательная рота
- 5-й лыжный батальон (с 5.11.1943 по 30.4.1944)
- 75-й отдельный сапёрный батальон
- 527-й отдельный батальон связи (182-я отдельная рота связи)
- 96-й медико-санитарный батальон
- 79-я отдельная рота химической защиты
- 156-й автотранспортный батальон
- 43-я автотранспортная рота
- 324-я полевая хлебопекарня (61-й полевой автохлебозавод)
- 170-й дивизионный ветеринарный лазарет
- 182-я дивизионная артиллерийская мастерская
- 77-я полевая почтовая станция
- 357-я полевая касса Госбанка

Периоды вхождения в состав Действующей армии:
- 6 августа 1941 года — 9 мая 1945 года[19]

- управление
- 343-й мотострелковый Гданьский Краснознамённый полк (Кировакан) (10 Т-72, 75 БМП-1, 5 БРМ-1К, 12 Д-30, 15 МТ-ЛБТ)
- 348-й мотострелковый полк (Дилижан) (10 Т-72, 2 БМП-1, 2 БРМ-1К, 3 БТР-60, 12 Д-30, 15 МТ-ЛБТ)
- 353-й мотострелковый Краснознамённый полк (Кировакан) (10 Т-72, 5 Т-54, 12 БТР-70, 3 БТР-60, 2 БМП-1, 2 БРМ-1К, 12 Д-30, 15 МТ-ЛБТ)
- 132-й гвардейский танковый полк (Кировакан) (31 Т-72, 3 Т-54, 9 БМП-1, 4 БРМ-1К
- 1068-й артиллерийский ордена Кутузова полк (Кировакан) (38 Д-30, 12 БМ-21 «Град»)
- 1029-й зенитный артиллерийский полк (Кировакан)
- 692-й отдельный ракетный дивизион (Кировакан)
- 767-й отдельный разведывательный батальон (Кировакан)
- 527-й отдельный батальон связи (Кировакан)
- 324-й отдельный инженерно-сапёрный батальон (Кировакан)
- 621-й отдельный батальон химической защиты (Кировакан)
- 169-й отдельный ремонтно-восстановительный батальон (Кировакан)
- 1542-й отдельный батальон материального обеспечениям (Кировакан)
- отдельный медицинский батальон (Кировакан)
- ОВКР (Кировакан)[20]

Итого: 69 танков, 101 БМП, 18 БТР, 74 орудия, 3 миномёта, 12 РСЗО

## Командиры
- Лацис, Ян Янович (с 30 июня 1918 по 14 ноября 1919 года)
- Сироткин, Александр Савельевич (с 14 ноября по 29 ноября 1919 года), вр.и.д.
- Сангурский, Михаил Владимирович (c 29 ноября 1919 по 18 февраля 1920 года)
- Седякин, Александр Игнатьевич (с 18 февраля по 19 июня 1920 года)
- Лепин, Эдуард Давыдович (с 19 июня по 22 июля 1920 года), вр.и.д.
- Солодухин, Пётр Андрианович (c 22 июля по 3 августа 1920 года)
- Раудмец, Иван Иванович (с 3 августа 1920 по 18 октября 1921 года)
- Германович, Маркиан Яковлевич (с 7 мая 1922 по 15 сентября 1922 года)
- Тарасенко, Владимир Васильевич (с 15 апреля 1930 по июль 1935 года)
- Гречкин, Алексей Александрович (с июля 1935 по 11 января 1936 года), комбриг
- Гудков, Дмитрий Иванович (с 11 января 1936 по 8 июня 1937 года), комбриг
- Ищенко, Яков Андреевич (с 8 июня 1937 по 27 февраля 1938 года), комбриг
- Сорокин, Пётр Васильевич (с мая 1938 по май 1940 года), полковник, комбриг[22]
- Кривошеин, Семён Моисеевич (с 9 мая 1940 по 4 июня 1940 года), комбриг
- Соломатин, Михаил Дмитриевич (с 4 июня 1940 по 11 марта 1941 года), комбриг
- Белов, Николай Никанорович (с 11 марта 1941 по 9 августа 1941 года), генерал-майор
- Слышкин, Афанасий Никитович (с 4 сентября 1941 по 25 июня 1943 года), полковник, генерал-майор
- Джанджгава, Владимир Николаевич (с 26 июня 1943 по 14 июля 1943 года), полковник
- Булгаков, Василий Иванович (с 15 июля 1943 по 7 августа 1943 года), полковник
- Гребенник, Кузьма Евдокимович (с 8 августа 1943 по 28 марта 1945 года), полковник, генерал-майор
- Варюхин, Андрей Петрович (с 29 марта 1945 по март 1946 года), полковник[23]

## Отличившиеся воины
- Борисюк, Иван Иванович, младший лейтенант, командир взвода 45-мм пушек 676-го стрелкового полка.
- Варюхин, Андрей Петрович, полковник, командир 47-го стрелкового полка.
- Волков, Михаил Прокофьевич, старший сержант, командир пулемётного расчёта 47-го стрелкового полка.
- Гущин, Фёдор Лаврентьевич, красноармеец, командир отделения 321-го стрелкового полка.
- Зорькин, Василий Петрович, ефрейтор, стрелок-автоматчик роты автоматчиков 676-го стрелкового полка.
- Иванов, Константин Сергеевич, ефрейтор, разведчик 77-й отдельной разведывательной роты.
- Кагамлык, Григорий Сергеевич, сержант, командир отделения роты противотанковых ружей 47-го стрелкового полка.
- Калабин, Алексей Иванович, лейтенант, командир пулемётной роты 321-го стрелкового полка.
- Кузнецов, Семён Андриянович, сержант, разведчик 77-й отдельной разведывательной роты.
- Леладзе, Георгий Давидович, капитан, командир батальона 321-го стрелкового полка.
- Лысенко, Александр Акимович, старший лейтенант, заместителем командира батальона 321-го стрелкового полка.
- Трифонов, Иван Михайлович, старший лейтенант, командир батальона 47-го стрелкового полка.